# Josef Grüner
Josef Grüner (29. listopadu 1883, Maršovy Chody – 12. prosince 1943, Praha) byl sudetskoněmecký římskokatolický kněz a kanovník Metropolitní kapituly u sv. Víta v Praze.

## Život
Narodil se 29. listopadu 1883 v Maršových Chodech.
Po studiu teologie byl 1. července 1906 v Praze vysvěcen na kněze. Po vysvěcení působil jako kaplan ve Žluticích a v Bochově. Od 1. září 1907 byl katechetou občanských škol v Perninku a Aši a nadále působil v duchovní správě. Za čtyři roky začal vyučovat náboženství na učitelském ústavě ve Stříbře. Roku 1913 získal titul doktora teologie. Během let 1914–1918 byl katechetou v Těchlovicích a Milíkově. Roku 1918 odešel do Prahy, kde vyučoval náboženství na učitelském ústavu v Praze III.
Roku 1920 se stal examinátorem (zkoušejícím učitelem) katechetů pro občanské školy a současné také arcibiskupským notářem. Roku 1926 byl jmenován čestným konzistorním radou.
Dne 11. listopadu 1926 byl zvolen kanovníkem Metropolitní kapituly u sv. Víta v Praze a slavnostně instalován byl 1. ledna 1927 jako IV. canonicus ecclesiastes. Následně se stal III., II. a I. canonicus ecclesiastes. V únoru 1929 byl instalován jako děkan u svatého Apolináře. Dne 31. ledna 1927 byl jmenován konzistorním radou; dne 9. února 1927 ředitelem Bruderschaft zur beständigen Anbetung des Allerheiligsten Altarsakramentes und zur Ausstattung armer Kirchen; dne 10. března 1927 prosynodálním examinátorem a 16. dubna 1927 prosynodálním soudcem pražského církevního soudu. Dne 14. prosince 1930 byl instalován jako canonicus senior. O tři roky později byl instalován jako praelatus scholasticus.
Byl také vedoucím Deutsches Priesternachwuchswerk der Prager Erzdiözese (Německé kněžstvo pražské arcidiecéze) a byl předsedou Reichsverband ber deutschen Priesterverreine im cechoslovakischen Staate (Říšské sdružení spolků německých kněží v československém státě). Je autorem díla na návrh osnov pro vyučování náboženství Lehrplanentwurf für den katholischen Religionsunterricht in ein- und mehrklassigen Volksschulen.
Zemřel náhle 12. prosince 1943 v sakristii katedrály sv. Víta. Pohřben byl na hřbitově ve Starém Sedlišti. Hřbitov podlehl zničení a jeho hrob nebyl nalezen.